# Santiago mourei
Santiago mourei är en biart som beskrevs av Urban 1989. Santiago mourei ingår i släktet Santiago och familjen långtungebin. Inga underarter finns listade i Catalogue of Life.